# Дипалладийгерманий
Дипалла̀дийгерма́ний — бинарное неорганическое соединение, интерметаллид
палладия и германия
с формулой GePd2,
кристаллы.

## Получение
- Сплавление стехиометрических количеств чистых веществ:

{\displaystyle {\mathsf {2Pd+Ge\ {\xrightarrow {1295^{o}C}}\ GePd_{2}}}}

## Физические свойства
Дипалладийгерманий образует кристаллы гексагональной сингонии, пространственная группа P 62m, параметры ячейки a = 0,6712 нм, c = 0,3408 нм, Z = 3,
структура типа фосфида дижелеза PFe2
.
Соединение конгруэнтно плавится при температуре 1295°C.